# Сражение под Мокрой
Сражение под Мокрой (пол. Bitwa pod Mokrą) — бои между немецкими и польскими войсками 1 сентября 1939 года в районе села Мокра, в 5 км к северу от Клобуцка. Это было одно из первых сражений немецкой армии в Польше во Второй Мировой войне и одна из немногих польских побед, а также первое поражение вермахта.

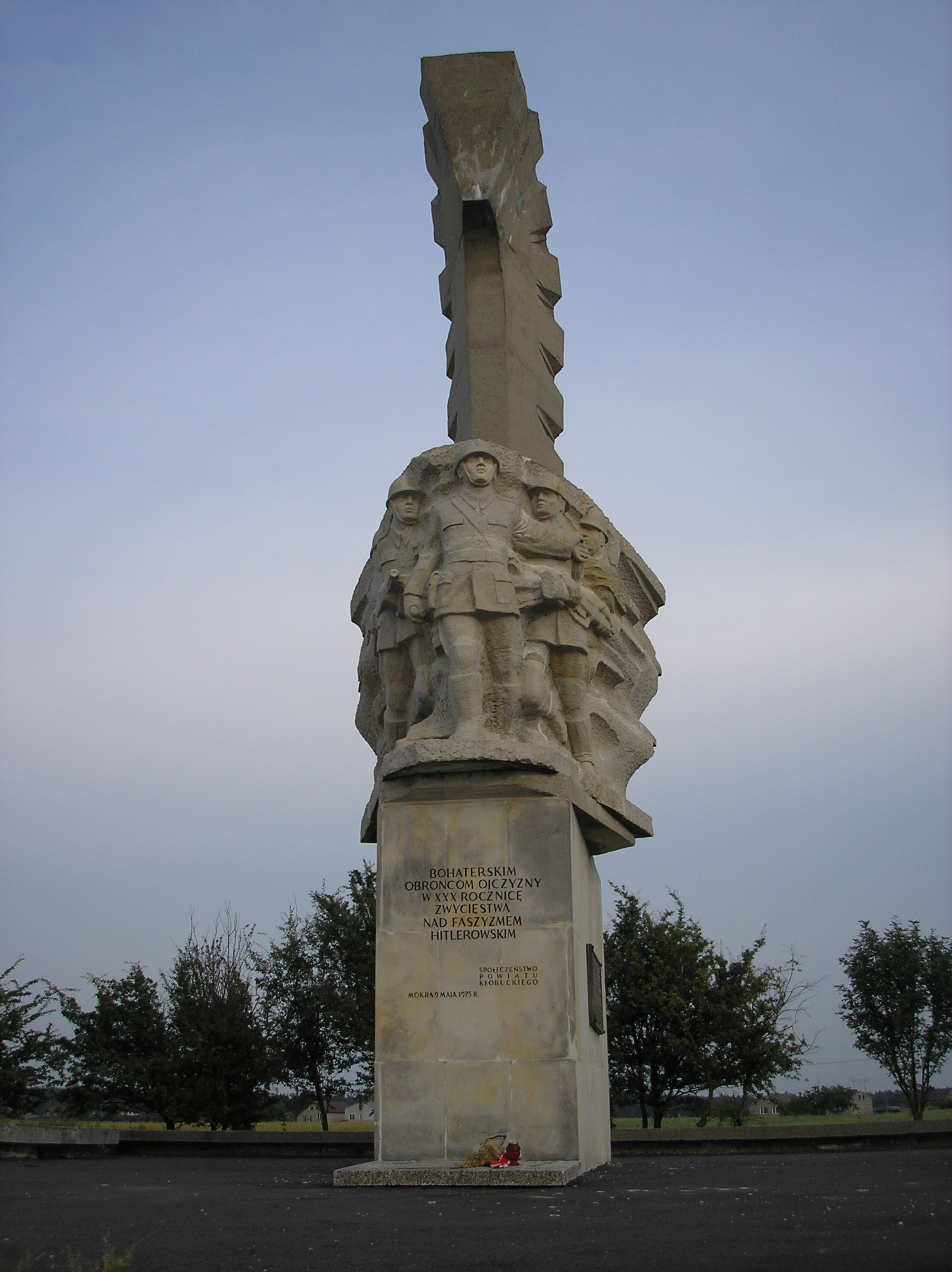
Монумент павшим польским воинам под Мокрой

## Военно-стратегическая ситуация
Волынская кавалерийская бригада входила в армию "Лодзь" и должна была задержать немцев до тех пор, пока не завершится мобилизация, а также убедить население, что это настоящая война. Перед сражением волынская бригада усилилась подразделениями пехотной дивизии и бронепоездом.

### Волынская бригада
- 19-й полк волынских улан[пол.]
- 12-й полк подольских улан[пол.]
- 21-й полк надвисленских улан[пол.]
- 2-й полк конных стрелков[пол.]
- 2-й дивизион конной артиллерии имени генерала Юзефа Совинского[пол.]
- 21-й броневой дивизион
- 11-й батальон пеших стрелков
- 4-й батальон 84-го полка полесских стрелков
- Бронепоезд № 53 «Смелый»

### 4-я танковая дивизия
- 5-я танковая бригада 
  - 35-й танковый полк
  - 36-й танковый полк
- 4-я стрелковая бригада 
  - 12-й стрелковый полк
- 103-й артиллерийский полк
- 7-й разведывательный батальон
- 49-й противотанковый батальон
- 79-й саперный батальон
- 79-й батальон связи

По

## Ход боёв
1 сентября 1939 года в 5:00 4-я танковая дивизия под командованием генерала Ганса Рейнгардта c воздушной поддержкой Юнкерсов 87 перешла германско-польскую границу и двинулась в направлении Кшепице, чтобы занять приграничный город Клобуцк и перерезать железнодорожную линию, соединявшую его с Катовице.
Двумя часами позже немецкая армия вступила в бой с Волынской бригадой Юлиана Филипповича. Ее командир, правильно угадав направление немецкого наступления, перед началом войны выбрал и подготовил оборонительные позиции вокруг села Мокра западнее железной дороги; поляки использовали относительную недоступность, а также лесистую местность.
Первый бой немцев с обороняющимися произошел южнее Мокры в 06:30, когда разведчики на мотоциклах столкнулись с польской пехотой. Их атака была отбита: несколько мотоциклов были уничтожены польскими 37-мм противотанковыми пушками и пулемётным огнём танкеток TKS.
Основная немецкая атака, в которой были использованы легкие танки типов Panzer I и Panzer II, началась около 10 часов. Перед танками немцы гнали женщин и детей, но пропустив заложников польская бригада открыла ураганный огонь и немцам пришлось отступить. В 12 часов немецкие части с большими усилиями заняли Мокру, однако занимали деревню не долго. Польская артиллерия огнём вынудила части Рейнгарда отступить. Немецкая пехота понесла потери также от огня бронепоезда "Смелый". Поляки провели несколько контратак с участием небольшого количества танкеток TKS. К 17 часам немцы отказались от дальнейших атак, и польская линия осталась не прорванной.
Хотя битва завершилась тактической победой поляков, в стратегическом смысле она не имела никакого значения. Узнав, что 1-я немецкая танковая дивизия на юге захватила Клобуцк, и, сделав вывод, что его левый фланг окажется под угрозой, командир Волынской кавалерийской бригады приказал отступить, что и было осуществлено ночью.

## Память
Польские солдаты похоронены на кладбище в Медзне. Погибшие немецкие солдаты похоронены под костёлом в деревне Мокра.